# 92e régiment d'infanterie territoriale
Pour les articles homonymes, voir 92e régiment.
Le 92e régiment d'infanterie territoriale (92e RIT) est un régiment d'infanterie de l'Armée de terre française qui a participé à la Première Guerre mondiale.

## Création et différentes dénominations
- 19 mars 1875 : le 92e régiment d'infanterie territoriale reçoit son numéro en prévision de la mobilisation[1]
- 12 août 1914 : formation du 92e régiment d'infanterie territoriale à trois bataillons[2]
- 14 novembre 1914 : formation du 4e bataillon[3]
- 31 mars 1915 : dissolution du 4e bataillon[3]
- 11 mars 1916 : formation du 6e bataillon[4]
- 21 juin 1917 : dissolution du 2e bataillon[5]
- 6 octobre 1917 : dissolution du 3e bataillon[3]
- 6 janvier 1919 : dissolution du 6e bataillon[4]
- 16 janvier 1919 : dissolution du 1er bataillon[6]

## Chefs de corps
Le régiment est commandé à la mobilisation par le lieutenant-colonel Jeckel puis les bataillons sont dispersés.

## Historique des garnisons, combats et batailles

### Première Guerre mondiale

#### Affectations
Dès la mobilisation, effectuée à Tulle le 12 août 1914, les trois bataillons du régiment sont séparés.

## Drapeau
Il ne porte aucune inscription.